# Progressive trance
Progressive trance – popularny podgatunek trance, obok uplifting trance jeden z głównych nurtów tej muzyki. Zawiera zarówno elementy muzyki trance, techno i ambient. Progressive trance najczęściej utrzymany jest w tempie wolniejszym od innych rodzajów trance, zazwyczaj pomiędzy 130 a 138 BPM (chociaż nie jest to regułą), zaś jego brzmienie charakteryzuje powtarzająca się struktura melodyczna.
Czasy świetności progressive trance przypadają na koniec lat 90., kiedy to spopularyzowany został przez legendarny duet dwóch didżejów brytyjskich Sashę i Johna Digweeda. Wspólnie nagrane kompilacje z serii "Northern Exposure" wyznaczyły kanon gatunku, który następnie został rozwinięty i rozszerzony przez słynną i prestiżową edycję Global Underground. Wśród innych didżejów, mających wymierny wkład w rozwój progressive trance, należy wymienić Nicka Warrena (z Way Out West), Dave’a Seamana, Anthony’ego Pappę, Nicka Muira (z którym Digweed współtworzył Bedrock) czy Breeder, wypromowany właśnie przez Digweeda. Od momentu wydania pierwszej części "Northern Exposure", czyli połowy lat 90., progressive trance nieustannie ewoluował, zgodnie z założeniem, iż ma być to nowatorski nurt, nadający trance’owi zupełnie nowej jakości, oblicza. Zgodnie z tym utwory określane mianem progressive trance prezentowały naprawdę różną sygnaturę brzmieniową. Odznaczały się bądź stonowaną i wyważoną stylistyką jak w Illuminatus – "Hope (Oliver Lieb Remix)", bądź naprawdę szybkim tempem i dużą dynamiką elementów jak w sztandarowym nagraniu Breeder – "The Chain", bądź wreszcie mistyczną i tribalową otoczką jak w PQM – "You Are Sleeping". Niezależnie od tego, progressive trance najczęściej był kojarzony po tym, w jaki sposób był budowany główny motyw. Otóż w odróżnieniu od innych stylów, progressive nigdy nie kładł nacisku na melodię wiodącą i nie eksponował jej. Rzadko występowały tak charakterystyczne dla trance’u breakdowny. Punktem kulminacyjnym rozwoju tego stylu był moment wydania kultowej EP-ki "Xpander EP" Sashy oraz zmiksowanej przez niego trzynastej odsłony kompilacji "Global Underground". Styl zaczął stopniowo zamierać wraz z eksodusem największych sław na inne płaszczyzny muzycznego wyrazu. Proces ten zbiegł się w czasie z okresem prosperity wytwórni Coldharbour oraz wzrostu popularności stojącego zań didżeja Markusa Schulza. Z tego względu dziś z progressive trance’em najczęściej kojarzone są utwory transowe o wolniejszym tempie, charakterystycznym "wibrującym" basslinie i spokojnej, kojącej melodii. Ekspozycja tej sygnatury spowodowała, że zmarginalizowana została dawniej naczelna idea stylu, czyli poszukiwanie nowych rozwiązań. Powiew muzycznej świeżości wniósł wydany w 2005 roku, ciepło przyjęty album greckiego muzyka Douska, zatytułowany "D.I.Y.". Po tym, jak również i on sam zaczął szukać swojej inspiracji w progressive house, do progressive-transowej alternatywy wobec brzmienia Coldharbour należą przede wszystkim Vibrasphere oraz muzycy skupieni wokół labelu J00F prowadzonego przez znanego didżeja i producenta Johna '00' Fleminga.
Z kolei wśród artystów reprezentujących sygnaturę brzmieniową Coldharbour, poza samym Markusem Schulzem, wymienia się Andy’ego Moora, Niklasa Hardinga, Elevation, Gouryella Jose Amnesię, Mike Dierickx czy polski duet Sonic Division.

## Progressive Psychedelic Trance
Do nurtu progressive trance należy również progressive psychedelic trance (progressive psytrance), które ma nieco inne korzenie, niż muzyka komercyjna, klubowa. Wywodzi się z nurtu psychedelic trance i jest najłagodniej, najbardziej komercyjnie brzmiącą obecnie jego odmianą. Najbardziej znani artyści tego nurtu to Atmos (Tomasz Balicki), wspomniane już Vibrasphere, czy ś. p. Cosma. Do najbardziej znanych wytwórni wydających tę muzykę należą Iboga Records i Spiral Trax.